# Вінченцо Гверіні
Вінченцо Гверіні (італ. Vincenzo Guerini, нар. 30 жовтня 1953, Сареццо) — італійський футболіст, що грав на позиції півзахисника за «Брешію», «Фіорентину», а також національну збірну Італії. Був змушений завершити ігрову кар'єру через травми, отримані внаслідок ДТП.
По завершенні ігрової кар'єри — тренер.

## Клубна кар'єра
Народився 30 жовтня 1953 року в місті Сареццо. Вихованець юнацьких команд футбольних клубів «Коффеа Вірле» та «Брешія».
У 17-річному віці дебютував у складі головної команди «Брешії» у Серії B, де протягом 1971–1973 років взяв участь у 34 матчах чемпіонату, забивши шість голів.
1973 року перейшов до «Фіорентини», де попри юний вік почав отримувати регулярну ігрову практику на рівні Серії A. 1975 року став у складі «фіалок» володарем Кубка Італії, забивши один із голів своєї команди у фінальній грі турніру.
Був змушений завершити ігрову кар'єру у 22 роки після ДТП, у якій ледве залишився живим, проте зазнав складних ушкоджень.

## Виступи за збірну
1974 року провів свою єдину офіційну гру у складі національної збірної Італії.

## Кар'єра тренера
Після змушеного завершення кар'єри у 22 роки залишився у структурі «Фіорентині», отримавши позицію тренера дитячих команд. Протягом 1979–1983 років працював вже з молодіжною командою клубу.
Після виграшу з молодіжним складом «фіалок» молодіжного чемпіонату Італії у 1983 році отримав запрошення очолити головну команду «Емполі» і у неповні 30 років дебютував як головний тренер команди Серії B.
У сезоні 1975/76 дебютував вже як тренер команди найвищого італійського дивізіону, очоливши «Пізу», з якою пропрацював протягом одного року. Команда стала переможцем тогорічного розіграшу Кубка Мітропи, проте не змогла зберегти місце в Серії A, і тренер її залишив.
Згодом протягом 1986–1989 років по сезону пропрацював у «Болоньї», «Катандзаро» і «Брешії», після чого отримав пропозицію очолити тренерський штаб «Анкони». На чолі цієї команди з третьої спроби зумів вивести її до найвищого італійського дивізіону, що дозволило «Анконі» у сезоні 1992/93 дебютувати в Серії A. Щоправда в еліті італійського футболу вона протрималася лише один сезон, утім 1994 року, вже як представник Серії B, ледь не створила сенсацію у національному кубку, сягнувши фіналу тогорічного його розіграшу, де утримала нічию у першій грі, проте розгромно поступилася «Сампдорії» у матчі-відповіді.
На хвилі цього успіху у серпні 1994 року був запрошений очолити тренерський штаб «Наполі», проте був звільнений вже після шести ігор, в яких було здобуто лише одну перемогу.
Надалі працював ще з низкою команд третього і другого італійських дивізіонів. У сезоні 1997/98 знову працював у найвищій італійській лізі на чолі «П'яченци», а 2002 року протягом декількох турів очолював команду грецького клубу «Панахаїкі».
2011 року отримав адміністративну посаду у «Фіорентині», а протягом останніх турів сезону 2011/12 після звільнення Деліо Россі виконував обов'язки головного тренера її команди.

## Статистика виступів

### Статистика клубних виступів
| Сезон                  | Команда                | Чемпіонат              | Чемпіонат | Чемпіонат | Національний кубок | Національний кубок | Національний кубок | Континентальні кубки | Континентальні кубки | Континентальні кубки | Інші змагання | Інші змагання | Інші змагання | Усього | Усього |
| Сезон                  | Команда                | Ліга                   | Ігор      | Голів     | Ліга               | Ігор               | Голів              | Ліга                 | Ігор                 | Голів                | Ліга          | Ігор          | Голів         | Ігор   | Голів  |
| ---------------------- | ---------------------- | ---------------------- | --------- | --------- | ------------------ | ------------------ | ------------------ | -------------------- | -------------------- | -------------------- | ------------- | ------------- | ------------- | ------ | ------ |
| 1971–72                | «Брешія»               | B                      | 20        | 4         | КІ                 | 1                  | 0                  | -                    | -                    | -                    | -             | -             | -             | 21     | 4      |
| 1972–73                | «Брешія»               | B                      | 14        | 2         | КІ                 | 4                  | 0                  | -                    | -                    | -                    | -             | -             | -             | 18     | 2      |
| Усього за «Брешію»     | Усього за «Брешію»     | Усього за «Брешію»     | 34        | 6         |                    | 5                  | 0                  |                      | -                    | -                    |               | -             | -             | 39     | 6      |
| 1973–74                | «Фіорентина»           | A                      | 22        | 0         | КІ                 | 4                  | 0                  | КУЄФА                | 0                    | 0                    | -             | -             | -             | 26     | 0      |
| 1974–75                | «Фіорентина»           | A                      | 25        | 1         | КІ                 | 7                  | 1                  | -                    | -                    | -                    | КМ            | 4             | 0             | 36     | 2      |
| 1975–76                | «Фіорентина»           | A                      | 6         | 0         | КІ                 | 0                  | 0                  | КВК                  | 4                    | 0                    | КАІЛ          | 1             | 1             | 11     | 1      |
| Усього за «Фіорентина» | Усього за «Фіорентина» | Усього за «Фіорентина» | 53        | 1         |                    | 11                 | 1                  |                      | 4                    | 0                    |               | 5             | 1             | 73     | 3      |
| Усього за кар'єру      | Усього за кар'єру      | Усього за кар'єру      | 87        | 7         |                    | 16                 | 1                  |                      | 4                    | 0                    |               | 5             | 1             | 112    | 9      |

### Статистика виступів за збірну
| Дата       | Місто | Господарі | Результат | Гості    | Турнір           | Голи | Примітки |
| ---------- | ----- | --------- | --------- | -------- | ---------------- | ---- | -------- |
| 29-12-1974 | Генуя | Італія    | 0 – 0     | Болгарія | товариський матч | -    |          |
| Усього     |       | Матчів    | 1         |          | Голів            | 0    |          |

## Титули і досягнення

### Як гравця
- Володар Кубка Італії (1):

«Фіорентина»: 1974-1975

### Як тренера
- Володар Кубка Мітропи (1):

«Піза»: 1985-1986